# Adenokarpus
Adenokarpus (lat. Adenocarpus), rod listopadnog ili poluzimzelenog grmlja iz porodice Leguminosae. Postpoji 19 vrsta i jedan hibrid  raširenih po Mediteranu i tropskoj Africi.

## Vrste
1. Adenocarpus anagyrifolius Coss. & Balansa
2. Adenocarpus anisochilus Boiss.
3. Adenocarpus artemisiifolius Jahand., Maire & Weiller
4. Adenocarpus aureus (Cav.) Pau
5. Adenocarpus battandieri (Maire) Talavera
6. Adenocarpus boudyi Batt. & Maire
7. Adenocarpus cincinnatus (Ball) Maire
8. Adenocarpus complicatus (L.) J.Gay
9. Adenocarpus decorticans Boiss.
10. Adenocarpus desertorum Castrov.
11. Adenocarpus faurei Maire
12. Adenocarpus foliolosus (Aiton) DC.
13. Adenocarpus hispanicus (Lam.) DC.
14. Adenocarpus mannii (Hook.f.) Hook.f.
15. Adenocarpus ombriosus Ceballos & Ortuño
16. Adenocarpus ronaldii Essokne & Jury
17. Adenocarpus telonensis (Loisel.) DC.
18. Adenocarpus umbellatus Coss. & Durieu ex Batt.
19. Adenocarpus viscosus (Willd.) Webb & Berthel.
20. Adenocarpus × subdecorticans Humbert & Maire